# 4166 Понтрягін
4166 Понтрягін (4166 Pontryagin) — астероїд головного поясу, відкритий 26 вересня 1978 року.
Тіссеранів параметр щодо Юпітера — 3,409.